# Carolyn Forché
Carolyn Forché (* 28. dubna 1950 Detroit, Michigan, Spojené státy americké) je americká básnířka, redaktorka, profesorka, překladatelka a obhájkyně lidských práv. Za svou literární činnost získala řadu ocenění.

## Životopis
Narodila se v Detroitu ve státě Michigan manželům Michaelu Josephovi a Louise Nada Blackford Sidlosky. V roce 1972 získala bakalářský titul v oboru tvůrčí psaní na Michigan State University a v roce 1975 titul Master of Fine Arts na Bowling Green State University.

## Kariéra

### Publikace a ocenění
Její první básnická sbírka, Gathering the Tribes (1976), vyhrála soutěž Yale Series of Younger Poets Competition, což vedlo k tomu, že její kniha byla vydána v prestižním nakladatelství Yale University Press. Po své cestě do Španělska v roce 1977, během které přeložila dílo salvadorské exilové básnířky Claribel Alegríi a také díla Georga Trakla a Mahmouda Darwishe, získala Guggenheimovo stipendium, které jí umožnilo vycestovat do Salvadoru, kde pracovala jako obhájkyně lidských práv pod vedením Leonela Gómeze Videse.
Její druhá kniha, Země mezi námi (1981), vydaná s pomocí Margaret Atwoodové, získala cenu Alice Fay di Castagnola od Poetry Society of America a byla také zařazena do Lamontova výběru poezie Akademie amerických básníků. Forché obdržela postupně tři stipendia od National Endowment for the Arts a v roce 1992 obdržela literární stipendium Lannan Foundation Literary Fellowship. Mezi další ocenění patří cena Roberta Creeleyho (Robert Creeley Award), Windham-Campbell Prize, Edita and Ira Morris Hiroshima Foundation Award for Peace and Culture a Denise Levertov Award.
Její antologie Against Forgetting: Twentieth-Century Poetry of Witness vyšla v roce 1993 a její třetí básnická kniha The Angel of History (1994) byla nominována na cenu Los Angeles Times Book Award. Mezi její díla patří báseň Plukovník (Země mezi námi). Je také členkou správní rady ceny Griffin Poetry Prize, v roce 2001 byla porotkyní této ceny. Její články a recenze se objevily v The New York Times, The Washington Post, The Nation, Esquire, Mother Jones, Boston Review, a dalších.
Její čtvrtá kniha básní, Blue Hour, byla vydána v roce 2003. Mezi další knihy patří memoáry Kůň na našem balkóně (2010, Harper Collins); kniha esejů (2011, HarperCollins); vzpomínky na její pobyt v Salvadoru, Co jste slyšeli, je pravda (2019, Penguin Press); a pátá sbírka básní In the Lateness of the World (Bloodaxe Books, 2020).
V říjnu 2019 byla její kniha What You Have Heard is True: A Memoir of Witness and Resistance finalistou Národní knižní ceny za literaturu faktu. Táž kniha získala v roce 2019 knižní cenu Juana E. Méndeze za lidská práva v Latinské Americe.

### Vydané knihy
- Women in American Labor History, 1825–1935: Annotated Bibliography, (Ženy v americké pracovní historii 1825–1935: Anotovaná bibliografie), Michigan State University, 1972, s Marthou Jane Soltow a Murrayem Massre
- Gathering the Tribes (Shromažďování kmenů), Yale University Press, 1976, ISBN 0-300-01983-1
- History and Motivations of U.S. Involvement in the Control of the Peasant Movement in El Salvador: The Role of AIFLD in the Agrarian Reform Process, 1970–1980 (Historie a motivace zapojení USA do kontroly rolnického hnutí v Salvadoru: Role AIFLD v procesu agrární reformy, 1970–1980) EPICA, 1980, spoluautor Philip Wheaton
- The Country Between Us (Země mezi námi), Harper & Row, USA, 1981, ISBN 0-06-014955-8; Bloodaxe Books, Velká Británie, 2019, ISBN 978-1-78037-374-4
- El Salvador: Work of Thirty Photographers (El Salvador: Práce třiceti fotografů) WW Norton, 1em983,ISBN 0-86316-063-8
- Against Forgetting: Twentieth-Century Poetry of Witness (Proti zapomnění: Poezie svědka dvacátého století), WW Norton, 1993, ISBN 0-393-03372-4 (editor)
- The Angel of History (Anděl dějin), HarperCollins, USA, 1994, ISBN 0-06-017078-6; Bloodaxe Books, Velká Británie, 1994, ISBN 978-1-85224-307-4
- Writing Creative nonfiction: Instruction and Insights from Teachers of the Associated Writing Programs (Psaní kreativní literatury faktu: Instrukce a postřehy od učitelů přidružených programů psaní), Story Press, 2001, ISBN 1-884910-50-5 (editorka spolu s Philipem Gerardem)
- Blue Hour (Modrá hodina), HarperCollins, USA, 2003; Bloodaxe Books, Velká Británie, 2003, ISBN 978-1-85224-618-1
- Poetry of Witness: The Tradition in English, 1500–2001, (Poezie svědka: Tradice v angličtině 1500–2001), WW Norton & Co., 2014, ISBN 978-0393340426
- What You Have Heard Is True: A Memoir of Witness and Resistance (To, co jste slyšeli, je pravda: Memoár svědků a odporu), Penguin Press, 2019, ISBN 978-0525560395
- In The Lateness of The World: Poems (V pozdní době světa: básně), Penguin Press, USA, 2020, ISBN 978-0525560425; Bloodaxe Books, Velká Británie, 2020, ISBN 978-1-85224-964-9

### V jiných médiích
Básnířka se objevila v dokumentárním filmu Kena Burnse The Statue of Liberty, který byl v roce 1985 nominován na Oscara.
V listopadu 2013 vystoupila v dokumentárním filmu Poetry of Witness, který režírovali Billy Tooma a Anthony Cirilo.
V roce 2022 bylo vydáno album The Blue Hour, které vzniklo na texty z básně On Earth ze sbírky Blue Hour: Poems. Písňový cyklus vznikl na objednávku bostonského komorního orchestru A Far Cry a hudbu složila pětice skladatelek: Rachel Grimes, Angélica Negrón, Shara Nova, Caroline Shaw a Sarah Kirkland Snider.